# Bárium-oxid
A bárium-oxid a bárium oxigénnel alkotott vegyülete, oxidja. Képlete BaO. Közönséges körülmények között fehér színű por. Ha szennyezett, gyakran sárgásszürke színű. Mérgező hatású, mint minden vízben oldódó báriumvegyület.

## Kémiai tulajdonságai
A fluorral és a klórral alacsonyabb hőmérsékleten is reagál. Magasabb hőmérséklet szükséges, hogy reakcióba lépjen brómmal és jóddal. Ezekben a reakciókban a bárium halogénvegyületei képződnek. Kénnel való reakcióját tűzjelenség kíséri. Magasabb hőmérsékleten foszforral és arzénnel is reakcióba lép. Ezek a reakciók igen hevesek. Ha foszforral reagál, foszfid és foszfát, ha arzénnel, arzenid és arzenit keletkezik. Bárium-karbiddá alakul szénnel hevítve, ha szilíciummal hevítik, bárium válik szabaddá belőle. Ha hidrogén-halogenid savakban oldják, a bárium halogénsói keletkeznek. Magasabb hőmérsékleten bárium-szulfiddá alakul, ha kén-hidrogénnel reagál, bárium-szulfittá, ha kén-dioxiddal lép reakcióba. A száraz bárium-oxid szén-dioxiddal nagyon lassan reagál, de nedvesen könnyen képződik bárium-karbonát. Már kevés víz hatására is nagy hőfejlődés közben bárium-hidroxiddá alakul. Erősebb bázis, mint a kalcium-oxid. 500 °C körül reakcióba lép a levegő oxigénjével és bárium-peroxiddá alakul.

## Előállítása
Bárium-oxid keletkezik, ha szén jelenlétében hevítenek bárium-karbonátot.
{\displaystyle \mathrm {BaCO_{3}+C\rightarrow BaO+2\ CO_{2}} }
Ha a bárium-nitrátot erősen hevítik, igen tiszta bárium-oxid képződik.
{\displaystyle \mathrm {2\ Ba(NO_{3})_{2}\rightarrow 2\ BaO+4\ NO_{2}+O_{2}} }

## Felhasználása
Korábban bárium-peroxid előállítására használták, amiből hidrogén-peroxidot gyártottak.
Felhasználják az üveggyártásban tejüveg készítésekor, bárium-hidroxid gyártásánál, illetve laboratóriumokban vízelvonószerként.